# Alex Cross (serie televisiva)
Alex Cross è una serie televisiva statunitense del 2024. Creata da Ben Watkins, basata sulla serie di romanzi di Alex Cross scritta da James Patterson. Ha come attori protagonisti Aldis Hodge, Isaiah Mustafa e Juanita Jennings.
La serie ha debuttato su Amazon Prime Video il 14 novembre 2024.

La serie è stata girata in Ontario, in Canada, a Hamilton, Toronto e nelle aree circostanti. 
Lo sviluppo della serie ha richiesto quasi quattro anni ed è stata successivamente rinnovata per una seconda stagione, prima della première della sua prima stagione.
I produttori esecutivi della serie includevano Craig Siebels, Nzingha Stewart, James Patterson, Sam Ernst, Jim Dunn, Bill Robinson, Patrick Santa, David Ellison, Dana Goldberg e Matt Thunell. La serie è stata prodotta da Blue Monday Productions, Skydance Television, Paramount Television Studios e Amazon MGM Studios.

## Trama
Alex Cross è uno stimato detective della squadra omicidi di Washington. Da psicologo forense si trova ad affrontare un serial killer che sta mietendo numerose vittime in città. Mentre Alex e il suo partner, John Sampson, avviano le indagini per trovare lo spietato e sadico assassino, appare una misteriosa minaccia dal passato di Cross, che potrebbe vanificare tutti i suoi sforzi di tenere insieme la propria famiglia in lutto, la sua carriera e la sua vita.

## Personaggi e interpreti

### Personaggi principali
- Aldis Hodge nella parte di Alex Cross, un detective della polizia di Washington e psicologo forense.
- Isaiah Mustafa è il detective John Sampson, il partner di Alex nel Dipartimento di Polizia Metropolitana di Washington
- Juanita Jennings interpreta la Regina Cross, "Nana Mama", la nonna di Alex
- Alona Tal come Kayla Craig, un agente dell'FBI che aiuta Alex
- Samantha Walkes nei panni di Elle Monteiro, direttore esecutivo di un'organizzazione senza scopo di lucro e desiderio amoroso di Alex
- Caleb Elijah nel ruolo di Damon Cross, figlio di Alex
- Melody Hurd nel ruolo di Janelle "Jannie" Cross, figlia di Alex
- Jennifer Wigmore nel ruolo di Chief April Anderson, il capo del Dipartimento di Polizia Metropolitana di Washington
- Ryan Eggold] come Ed Ramsey, un uomo ricco e potente di Washington, con molti segreti
- Eloise Mumford come Shannon Witmer, una donna che Ed incontra grazie ad una app di appuntamenti

### Ricorrenti
- Matt Baram nel ruolo del detective Bill Hardy
- Mercedes de la Zerda come detective Amielynn Vega
- Johnny Ray Gill interpreta Bobby Trey, un ex poliziotto che ora lavora per Ed
- Stacie Greenwell come detective Shawna De Lackner
- Dwain Murphy il detective Akbar
- Siobhan Murphy nel ruolo di Tania Hightower, un giornalista mira ad ottenere lo scoop sulle indagini dell'omicidio
- Jason Rogel come Chris Wu
- Chaunteé Schuler Irving nel ruolo di Maria Cross, la moglie deceduta di Alex
- Sharon Taylor come Lieutenant Oracene Massey, la superiore di Alex
- Karen Robinson come Miss Nancy

## Episodi
| Stagione       | Episodi | Pubblicazione USA | Pubblicazione Italia |
| -------------- | ------- | ----------------- | -------------------- |
| Prima stagione | 8       | 2024              | 2024                 |

## Accoglienza
La serie ha ricevuto recensioni generalmente positive.
Il giornalista Claudio Pizzigallo in un articolo su Today la ha definita una serie avvincente come poche e che crea dipendenza, 
nata per il "binge watching, per essere divorata una puntata dopo l'altra fino al sospirato finale".
Valentina Caiani su GQ ha definito la serie "una maratona in 8 episodi imperdibile se ami i casi intricati e pieni di colpi di scena" e una storia assurda e cupa, in cui il protagonista e il pubblico televisivo sono soggetti a ripetuti pugni nello stomaco.
Su Movieplayer.it è stato invece notato che in alcuni momenti la tensione narrativa viene attenuata dalla durata eccessiva degli episodi che tendono a proporre tante sottotrame correlate tra loro, ma non sempre sviluppate adeguatamente e talvolta interferenti con il ritmo del racconto.

## Distribuzione
Tutti gli otto episodi della prima stagione sono stati pubblicati su Prime Video il 14 novembre 2024.